# Keauja
Keauja (nep. केराउजा) – gaun wikas samiti w zachodniej części Nepalu w strefie Gandaki w dystrykcie Gorkha. Według nepalskiego spisu powszechnego z 2001 roku liczył on 570 gospodarstw domowych i 2920 mieszkańców (1520 kobiet i 1400 mężczyzn).